# ステーン城の前で行われる中世の馬上試合
『ステーン城の前で行われる中世の馬上試合』（ステーンじょうのまえでおこなわれるちゅうせいのばじょうじあい、仏: Tournoi médiéval près des fossés d'un château、英: Tournament in front of Castle Steen）は、バロック期のフランドルの巨匠ピーテル・パウル・ルーベンスが1635-1637年に板上に油彩で制作した絵画である。1635年、ルーベンスは、現在ベルギーのブラバント州にあるエレウェイトのステーンの城館 に居宅を構えたが、この絵画はその頃に制作された風景画のうちの1点である。1742年にルイ15世がカリニャン大公 (Prince Carignan) から取得して、フランスの王室コレクションに入り、現在、パリのルーヴル美術館に所蔵されている。

## 作品
1635年、ルーベンスが取得したステーンの城館は、銃眼付き胸壁の天守閣、濠、跳ね橋といった中世の城のあらゆる要素を備えていた。ルーベンスはステーンの城館を好んで自身の風景画に取り入れたが、本作ではこの城館をもとにした空想上の城館を描いている。
ルーベンスは前景に騎士たちの馬上試合を回想的に表しているが、この場面はルーベンスのアントウェルペンの同僚セバスティアン・フランクスの方式による戦闘場面である。鎧を着けた騎士たちが3つの集団に分かれて突撃し、相手を槍で突いて落馬させようとしている。画面前景左側の従者は、落ちた槍を集めている。
背景には、ブラバントの平野の黄金色の野原や牧草地が大気まで映し出すような克明さで描かれている。ルーベンスとその家族の居宅となったステーンの城館は、作品全体に漂う詩的情趣の創出に鮮やかに寄与している。ステーンでルーベンスは長く、懸命に仕事をしてきた人生の報奨を得ただけでなく、自身の名声に風景画家としての新たな一面を加え、後世に歴史的な影響を与えた。イギリスのジョン・コンスタブルは彼の影響を受けている。